# Municipio de San Mateo Río Hondo
El municipio de San Mateo Río Hondo es uno de los 570 municipios que conforman al estado mexicano de Oaxaca. Pertenece al distrito de Miahuatlán, dentro de la región sierra sur. Su cabecera es la localidad homónima.
Conocido en la era colonial como "Tetequipa" en Náhuatl y "Yegoyoxi" en  Zapoteco, ambos significan "Río de arena."
La población es de 3,495. El área es 81.96 km².

## Comunidades
- Barranca Grande
- El Campanario
- El Cuachepil
- El Encino
- El Esfuerzo
- El Manzanal
- El Naranjal
- El Progreso
- El Tavel
- Falda de Portillo
- Horno de Cal
- Jalatengo
- La Concepción
- La Doncella
- La Floreña
- La Victoria
- Las Nubes
- Las Tinas
- Loma San Marcial
- Miramar
- Piedra Gentil
- Pinabete (Llano de Pinabete)
- Ranchería Yogoló (Piedra Manchada)
- Rancho Cañas
- Rancho Cerezales
- Rancho Madroño (Rancho el Capulín)
- Rancho Nuevo
- Río Cuapinol
- Río Grande
- Río Molino
- Río Pacífico
- San Antonio
- San Felipe (Manzanillo)
- San Ildefonso Ozolotepec
- San José del Pacífico
- San Melchor
- San Pablo
- Tres Cruces
- Yogoló
- Zapotitlán.